# Nyżnie (rejon turczański)
Nyżnie (ukr. Нижнє) – wieś na Ukrainie, w obwodzie lwowskim, w rejonie samborskim (wcześniej w rejonie turczańskim). W 2001 roku liczyła 547 mieszkańców. 
Położona jest nad potokiem Hnyła, u ujścia do niego potoku Jaworów (Jaworiwka). Pierwsza wzmianka o wsi pochodzi z 1570 roku. Do 1946 roku miejscowość nosiła nazwę Butelka Niżna.
W II Rzeczypospolitej wchodziła w skład powiatu turczańskiego. W 1921 roku liczyła około 845 mieszkańców. 

## Ważniejsze obiekty
- Cerkiew greckokatolicka